# 山口晃
山口 晃（やまぐち あきら、1969年8月2日 - ）は、日本の画家、現代美術家。

## 来歴
1969年、東京都生まれ。群馬県桐生市で育つ。桐生市立昭和小学校、桐生市立昭和中学校を経て、群馬県立桐生高等学校を卒業。多摩美術大学を1年で中退後、1994年に東京芸術大学美術学部絵画科油画専攻を卒業、1996年に東京芸術大学大学院美術研究科絵画専攻（油画）修士課程を修了。1997年、会田誠に誘われ「こたつ派」展に参加。2001年に岡本太郎記念現代芸術大賞優秀賞を受賞。2013年に『ヘンな日本美術史』で第12回小林秀雄賞を受賞。
大和絵や浮世絵のようなタッチで、非常に緻密に人物や建築物などを描き込む画風で知られる。武士を馬型のバイクに乗せたり、現代の超高層ビルに瓦屋根を載せて描くなど、作品の多くが自由でユーモラスな発想で描かれている。書籍の装丁や広告のポスターの原画も数多く手掛け、成田空港の出発ロビーなどにパブリックアートとして作品が設置されている。2012年に平等院にある養林庵書院に襖絵が奉納された。
主要取り扱い画廊は、ミヅマアートギャラリー。

## 主な作品

### 絵画
- 洞穴の頼朝（1990年）
- どぶ川のほとり（1991年）
- 落馬（1991年）
- 十字軍（1993年）
- 今様遊楽圖（2000年）
- 何かを造ル圖（2001年）
- 胎内巡り圖（2004年）
- 歌謡ショウ圖（2004年）
- 東京圖　奨堕不楽乃段（2001年）
- 東京圖　六本木昼圖（2002年）
- 階段遊楽圖（2002年）
- 百貨店圖　日本橋三越（2004年）
- 東京圖　芝の大塔（2005年）
- 成田国際空港　飛行機百珍圖（2005年）
- 四天王立像「廣目天」「増長天」「持国天」「多聞天」（2006年）
- ラグランジュポイント（2006年）
- 四季休息圖（2007年）
- 渡海文殊（2007年）
- Tokio山水（2012年）
- ショッピングモール（2015年）
- 前に下がる 下を仰ぐ（2015年）
- 富士北麓参詣曼荼羅（2016年）…山梨県立富士山世界遺産センターにおいて原画を拡大パネル化
- 日本橋南詰盛況乃圖（2021年）[5]

### 木版画（浮世絵）
- 新東都名所 東海道中 日本橋 改（アダチ伝統木版画技術保存財団発行、2012年）[6]
- 道後百景 伊佐爾波神社（アダチ伝統木版画技術保存財団発行、2017年）

### その他
- 携行折畳式喫茶室（2002年）
- 山愚痴屋澱エンナーレ（2003年）
- 新聞小説「親鸞」挿絵（2009年）

### 書籍
- 『山口晃作品集』（東京大学出版会、2004年）
- 『山口晃が描く東京風景　本郷東大界隈』（東京大学出版会、2006年）
- 『さて、大山崎』（光村推古書院、2009年）
- 『すゞしろ日記』（羽鳥書店、2009年）
- 『ヘンな日本美術史』（祥伝社、2012年）
- 『山口晃 大画面作品集』（青幻舎、2012年）
- 『藤森照信×山口晃 日本建築集中講義』藤森照信共著（淡交社、2013年／中公文庫、2021年）
- 『親鸞 全挿画集』（青幻舎、2019年）

## 主な個展 ・グループ展
- イスのある茶室（ミヅマアートギャラリー、1998年）
- 借景（ミヅマアートキャラリー、1999年）
- 個展（無題）（ミヅマアートギャラリー、2000年）
- 畫を描く歓び（ミヅマアートギャラリー、2001年）
- 日清日露戦役擬畫（ナディッフ、2002年）
- 「山口晃展」展（ミヅマアートギャラリー、2003年）
- 山口晃　挿画菊燈台（ナディッフ、2004年）
- 売らん哉（ミズマアートギャラリー、2004年）
- おさらい（高橋コレクション、2005年）
- 山口晃展（日本橋三越本店新館7階ギャラリー、2005年）
- 北野家住宅×山口晃（北野家住宅、2006年）
- ラグランジュポイント（中京大学アートギャラリーＣ・スクエア/ミヅマアートギャラリー、2006年）
- アートで候 会田誠・山口晃展（上野の森美術館、2007年）
- 山口晃　今度は武者絵だ！（練馬区立美術館、2007年）
- 「さて、大山崎」山口晃展（アサヒビール大山崎山荘美術館、2008～2009年）
- シドニービエンナーレ（オーストラリア/シドニー、2010年）
- 山口晃展 東京旅ノ介（銀座三越8階催物会場、2010～2011年）
- 望郷―TOKIORE(I)MIX（銀座メゾンエルメス8階フォーラム、2012年）
- 山口晃展  ～山口晃と申します 老若男女ご覧あれ～（美術館「えき」KYOTO、2012年）
- 山口晃展　～付り澱エンナーレ老若男女ご覧あれ～（そごう美術館、2013年）
- 山口晃展 前に下がる 下を仰ぐ（水戸芸術館、2015年）
- 山口晃展 松山シフト 〜道後に関する作品から代表作まで〜（愛媛県美術館、2016年）
- ジャムセッション 石橋財団コレクション×山口晃 ここへきて やむに止まれぬ サンサシオン（アーティゾン美術館、2023年）

## 出演
- NHKアカデミア「山口晃 生きるヒントが、ここに。」（2024年1月24日、NHK Eテレ）[7]